# Badminton Open Saarbrücken 2004
Die Bitburger Open 2004 (offiziell Bitburger Badminton Open 2004) im Badminton fanden vom 29. November bis zum 5. Dezember 2004 in Saarbrücken statt.

## Austragungsort
- Bischmisheim, Joachim-Deckarm-Halle

## Medaillengewinner
| Disziplin    | Gold                                | Silber                                | Bronze                                 |
| ------------ | ----------------------------------- | ------------------------------------- | -------------------------------------- |
| Herreneinzel | Niels Christian Kaldau              | Bobby Milroy                          | Joachim Persson                        |
| Herreneinzel | Niels Christian Kaldau              | Bobby Milroy                          | Arif Rasidi                            |
| Dameneinzel  | Xu Huaiwen                          | Petra Overzier                        | Sara Persson                           |
| Dameneinzel  | Xu Huaiwen                          | Petra Overzier                        | Tatiana Vattier                        |
| Herrendoppel | Simon Archer Anthony Clark          | Jean-Michel Lefort Svetoslav Stoyanov | Joachim Tesche Thomas Tesche           |
| Herrendoppel | Simon Archer Anthony Clark          | Jean-Michel Lefort Svetoslav Stoyanov | Rasmus Andersen Michael Lamp           |
| Damendoppel  | Kamila Augustyn Nadieżda Kostiuczyk | Neli Boteva Katja Michalowsky         | Britta Andersen Mie Schjøtt-Kristensen |
| Damendoppel  | Kamila Augustyn Nadieżda Kostiuczyk | Neli Boteva Katja Michalowsky         | Birgit Overzier Michaela Peiffer       |
| Mixed        | Britta Andersen Rasmus Andersen     | Pi Hongyan Svetoslav Stoyanov         | Fredrik Bergström Johanna Persson      |
| Mixed        | Britta Andersen Rasmus Andersen     | Pi Hongyan Svetoslav Stoyanov         | Jochen Cassel Birgit Overzier          |

## Herreneinzel Qualifikation
- Kai Waldenberger –  Mario Herb: 15-11 / 15-4
- Brice Leverdez –  Heiko Müller: 15-8 / 15-3
- Tim Dettmann –  Sebastian Kreibich: 15-0 / 15-11
- Jan Schwarz –  Manfred Helms: 15-6 / 15-0
- Kai Waldenberger –  Marco Fux: 15. Mai
- Xuan Chuan –  Karsten Riotte: 15-4 / 15-6
- Dieter Domke –  Brice Leverdez: 15-10 / 15-5
- Jon Lindholm –  Philip Sommer: 15-6 / 13-15 / 15-4
- Mike Joppien –  Tim Dettmann: 15-9 / 15-9
- Ronald Huber –  Roman Trepp: 15-3 / 17-14
- Xie Yangchun –  Stefan Wagner: 15-1 / 15-5
- Philipp Knoll –  Eugen Goidenko: 15-9 / 11-15 / 15-9
- Johannes Schöttler –  Philipp Lieber: 15-3 / 15-7
- Koen Ridder –  Patrick Krämer: 15-6 / 15-0
- Bruno Cazau –  Sebastian Wittig: 15-8 / 15-10
- Marc Hannes –  Stefan Neumann: 15-8 / 15-4
- Guido Radecker –  Robert Georg: 15-8 / 15-4
- Maurice Niesner –  Matthieu Lo Ying Ping: 15-13 / 15-6
- Kai Waldenberger –  Jan Schwarz: 15-13 / 15-3
- Xuan Chuan –  Dieter Domke: 15-10 / 15-10
- Mike Joppien –  Jon Lindholm: 15-3 / 15-2
- Xie Yangchun –  Ronald Huber: 15-5 / 15-5
- Johannes Schöttler –  Philipp Knoll: 15-7 / 17-15
- Bruno Cazau –  Koen Ridder: 15-12 / 15-5
- Marc Hannes –  Alexander Piske: 12-15 / 15-3 / 15-10
- Maurice Niesner –  Guido Radecker: 15-8 / 15-7

## Herreneinzel
- Olivier Fossy –  Erick Anguiano: 15-10 / 15-8
- Arnd Vetters –  Rolf Horn: 15-9 / 15-3
- Vladislav Druzchenko –  Kai Waldenberger: 15-4 / 15-3
- Christian Bösiger –  Bruno Cazau: 15-10 / 15-12
- Stanislav Kohoutek –  Michael Lahnsteiner: 15-13 / 15-6
- Marc Zwiebler –  Vidre Wibowo: 15-13 / 15-3
- Kristian Midtgaard –  Ian Maywald: 15-12 / 15-3
- Joachim Persson –  Xuan Chuan: 15-7 / 13-15 / 15-10
- Jan Vondra –  Dharma Gunawi: 15-11 / 15-9
- Andrew Dabeka –  Maurice Niesner: 17-15 / 15-13
- Rune Massing –  Michael Trojan: 17-16 / 15-3
- Simon Maunoury –  Conrad Hückstädt: 15-7 / 13-15 / 15-10
- Peter Zauner-  Miha Šepec jr.: 15-12 / 15-2
- Mike Joppien –  Gerben Bruijstens: 15-12 / 15-7
- Peter Mikkelsen –  Kaveh Mehrabi: 12-15 / 15-2 / 15-0
- Pedro Yang –  Petr Koukal: 15-13 / 17-16
- Marc Hannes –  Matthias Kuchenbecker: 15-9 / 15-9
- Arif Rasidi –  Sven Eric Kastens: 15-10 / 15-1
- Robert Kwee –  Johannes Schöttler: 12-15 / 15-5 / 15-12
- Xie Yangchun –  Olivier Andrey: 15-8 / 15-1
- Björn Wippich –  Marcel Reuter: 15-7 / 15-10
- Heimo Götschl –  Kyle Foley: 15-10 / 15-5
- Kęstutis Navickas –  Erwin Kehlhoffner: w.o.
- Yong Yudianto –  Maxime Mora: w.o.
- Niels Christian Kaldau –  Olivier Fossy: 15-4 / 15-2
- Vladislav Druzchenko –  Arnd Vetters: 15-9 / 15-12
- Eric Pang –  Christian Bösiger: 15-3 / 15-7
- Marc Zwiebler –  Stanislav Kohoutek: 15-10 / 15-4
- Aamir Ghaffar –  Kęstutis Navickas: 15-13 / 15-5
- Joachim Persson –  Kristian Midtgaard: 15-6 / 15-12
- Jan Vondra –  Jürgen Koch: 15-11 / 15-11
- Andrew Dabeka –  Rune Massing: 15-4 / 15-10
- Simon Maunoury –  Peter Zauner: 15-5 / 15-13
- Kasper Ødum –  Mike Joppien: 15-4 / 15-7
- Peter Mikkelsen –  Pedro Yang: 15-5 / 15-9
- Bobby Milroy –  Marc Hannes: 15-10 / 11-6
- Arif Rasidi –  Robert Kwee: 15-3 / 15-8
- Per-Henrik Croona –  Yong Yudianto: 11-15 / 15-6 / 15-5
- Xie Yangchun –  Björn Wippich: 15-6 / 15-6
- Jim Ronny Andersen –  Heimo Götschl: 15-0 / 15-5
- Niels Christian Kaldau –  Vladislav Druzchenko: 15-7 / 15-8
- Marc Zwiebler –  Eric Pang: 15-9 / 15-12
- Joachim Persson –  Aamir Ghaffar: 15-6 / 15-10
- Andrew Dabeka –  Jan Vondra: 17-14 / 15-10
- Kasper Ødum –  Simon Maunoury: 15-6 / 15-1
- Bobby Milroy –  Peter Mikkelsen: 15-7 / 15-12
- Arif Rasidi –  Per-Henrik Croona: 15-12 / 15-4
- Jim Ronny Andersen –  Xie Yangchun: 15-4 / 15-11
- Niels Christian Kaldau –  Marc Zwiebler: 15-6 / 15-9
- Joachim Persson –  Andrew Dabeka: 15-13 / 15-2
- Bobby Milroy –  Kasper Ødum: 15-12 / 15-2
- Arif Rasidi –  Jim Ronny Andersen: 15-7 / 15-3
- Niels Christian Kaldau –  Joachim Persson: 15-13 / 15-6
- Bobby Milroy –  Arif Rasidi: 12-15 / 15-7 / 15-9
- Niels Christian Kaldau –  Bobby Milroy: 15-2 / 15-13

## Dameneinzel Qualifikation
- Mona Reich –  Tina Riedl: 11-8 / 13-12
- Janet Köhler –  Corinne Jörg: 11-6 / 6-11 / 11-9
- Carola Bott –  Astrid Hoffmann: 11-2 / 11-4
- Elisa Chanteur –  Monja Bölter: 11-7 / 11-8
- Małgorzata Kurdelska –  Valérie St. Jacques: 11-2 / 11-9
- Johanna Goliszewski –  Ulrike Sanftleben: 11-5 / 11-8
- Emilie Despierres –  Jana Voigtmann: 11-6 / 11-3
- Linda Zechiri –  Mona Reich: 11-2 / 11-4
- Carola Bott –  Janet Köhler: 10-13 / 11-4 / 11-5
- Elisa Chanteur –  Małgorzata Kurdelska: 7-11 / 11-4 / 11-6
- Emilie Despierres –  Johanna Goliszewski: 11-2 / 11-9

## Dameneinzel
- Xu Huaiwen –  Jeanine Cicognini: 11-1 / 11-4
- Brenda Beenhakker –  Emilie Despierres: 11-1 / 11-2
- Katja Michalowsky –  Claudia Mayer: 11-2 / 11-1
- Perrine Lebuhanic –  Nathalie Descamps: 11-9 / 11-5
- Sara Persson –  Weny Rasidi: 11-4 / 11-2
- Camilla Sørensen –  Maja Kersnik: 7-11 / 11-1 / 11-5
- Miyo Akao –  Elisa Chanteur: 11-3 / 11-4
- Neli Boteva –  Nadieżda Zięba: 9-11 / 11-3 / 11-5
- Mie Schjøtt-Kristensen –  Karin Schnaase: 13-11 / 9-11 / 11-9
- Rachel van Cutsen –  Simone Prutsch: 11-7 / 11-7
- Claudia Vogelgsang –  Carola Bott: 11-9 / 11-5
- Tatiana Vattier –  Kamila Augustyn: 9-11 / 11-6 / 11-0
- Lina Alfredsson –  Solenn Pasturel: 6-11 / 11-4 / 13-11
- Maja Tvrdy –  Anne Marie Pedersen: 11-4 / 11-6
- Linda Zechiri –  Jody Patrick: 11-4 / 11-5
- Petra Overzier –  Larisa Griga: 11-2 / 13-12
- Xu Huaiwen –  Brenda Beenhakker: 11-2 / 11-4
- Katja Michalowsky –  Perrine Lebuhanic: 11-4 / 11-3
- Sara Persson –  Camilla Sørensen: 11-1 / 11-9
- Miyo Akao –  Neli Boteva: 11-7 / 2-11 / 11-5
- Rachel van Cutsen –  Mie Schjøtt-Kristensen: 11-7 / 11-5
- Tatiana Vattier –  Claudia Vogelgsang: 11-0 / 11-4
- Maja Tvrdy –  Lina Alfredsson: 11-5 / 11-8
- Petra Overzier –  Linda Zechiri: 11-5 / 11-2
- Xu Huaiwen –  Katja Michalowsky: 11-7 / 11-2
- Sara Persson –  Miyo Akao: 11-7 / 11-6
- Tatiana Vattier –  Rachel van Cutsen: 9-11 / 11-9 / 11-5
- Petra Overzier –  Maja Tvrdy: 11-1 / 11-6
- Xu Huaiwen –  Sara Persson: 7-11 / 11-1 / 11-4
- Petra Overzier –  Tatiana Vattier: 11-5 / 11-2
- Xu Huaiwen –  Petra Overzier: 11-4 / 11-2

## Herrendoppel Qualifikation
- Michael Cassel /  Sebastian Kreibich –  Pascal Reuter /  Marc Thomas: 15-4 / 15-4
- Marc Hannes /  Xie Yangchun –  Heiko Müller /  Kęstutis Navickas: 15-1 / 15-3
- Ruud Bosch /  Dave Khodabux –  Hendrik Getzlaff /  Oliver Rettke: 15-3 / 15-3
- Jon Lindholm /  Roman Trepp –  Stefan Neumann /  Guido Radecker: 15-5 / 15-9
- Brice Leverdez /  Matthieu Lo Ying Ping –  Alexander Piske /  Sebastian Wittig: 15-3 / 15-7
- Michael Keck /  Uwe Ossenbrink –  Toni Gerasch /  Kai Waldenberger: 15-2 / 15-7
- Maurice Niesner /  Björn Wippich –  Dieter Domke /  Eugen Goidenko: 15-3 / 15-3
- Marc Hannes /  Xie Yangchun –  Michael Cassel /  Sebastian Kreibich: 15-6 / 15-4
- Ruud Bosch /  Dave Khodabux –  Ronald Huber /  Philipp Lieber: 15-4 / 15-11
- Brice Leverdez /  Matthieu Lo Ying Ping –  Jon Lindholm /  Roman Trepp: 15-4 / 15-7
- Michael Keck /  Uwe Ossenbrink –  Maurice Niesner /  Björn Wippich: 17-14 / 15-6

## Herrendoppel
- Gerben Bruijstens /  Koen Ridder –  Robert Georg /  Patrick Krämer: 15-10 / 15-6
- Michael Helber /  Björn Siegemund –  Erwin Kehlhoffner /  Thomas Quéré: 13-15 / 15-7 / 15-13
- Fredrik Bergström /  Joakim Hansson –  Mike Beres /  William Milroy: 17-16 / 14-17 / 15-13
- Joachim Tesche /  Thomas Tesche –  Brice Leverdez /  Matthieu Lo Ying Ping: 15-1 / 15-4
- Kristof Hopp /  Ingo Kindervater –  Olivier Andrey /  Christian Bösiger: 15-7 / 15-3
- Bertrand Gallet /  Mihail Popov –  Ian Maywald /  Marc Zwiebler: 15-7 / 15-12
- Jürgen Koch /  Peter Zauner-  Jordy Halapiry /  Jürgen Wouters: 15-13 / 15-8
- Peter Jeffrey /  Chris Tonks –  Arnd Vetters /  Franklin Wahab: 15-10 / 17-16
- Michael Keck /  Uwe Ossenbrink –  Erick Anguiano /  Pedro Yang: 15-12 / 15-6
- Jean-Michel Lefort /  Svetoslav Stoyanov –  Marcel Reuter /  Benjamin Woll: 15-12 / 15-0
- Ian Palethorpe /  Paul Trueman –  Andrej Pohar /  Miha Šepec jr.: 15-11 / 15-12
- Rasmus Andersen /  Michael Lamp –  Jochen Cassel /  Tim Dettmann: 15-5 / 15-11
- Sven Eric Kastens /  Johannes Schöttler –  Ruud Bosch /  Dave Khodabux: 15-12 / 5-15 / 15-11
- Roman Spitko /  Michael Fuchs –  Imanuel Hirschfeld /  Jörgen Olsson: 15-11 / 15-14
- Michael Lahnsteiner /  Michael Trojan –  Frédéric Mawet /  Wouter Claes: w.o.
- Simon Archer /  Anthony Clark –  Marc Hannes /  Xie Yangchun: w.o.
- Michael Helber /  Björn Siegemund –  Gerben Bruijstens /  Koen Ridder: 15-9 / 15-5
- Joachim Tesche /  Thomas Tesche –  Fredrik Bergström /  Joakim Hansson: 17-15 / 16-17 / 17-16
- Kristof Hopp /  Ingo Kindervater –  Michael Lahnsteiner /  Michael Trojan: 15-4 / 15-10
- Simon Archer /  Anthony Clark –  Bertrand Gallet /  Mihail Popov: 15-8 / 17-14
- Peter Jeffrey /  Chris Tonks –  Jürgen Koch /  Peter Zauner: 17-15 / 15-10
- Jean-Michel Lefort /  Svetoslav Stoyanov –  Michael Keck /  Uwe Ossenbrink: 15-4 / 15-8
- Rasmus Andersen /  Michael Lamp –  Ian Palethorpe /  Paul Trueman: 15-12 / 9-15 / 15-12
- Roman Spitko /  Michael Fuchs –  Sven Eric Kastens /  Johannes Schöttler: 15-5 / 15-10
- Joachim Tesche /  Thomas Tesche –  Michael Helber /  Björn Siegemund: 10-15 / 15-1 / 15-1
- Simon Archer /  Anthony Clark –  Kristof Hopp /  Ingo Kindervater: 15-5 / 15-5
- Jean-Michel Lefort /  Svetoslav Stoyanov –  Peter Jeffrey /  Chris Tonks: 2-15 / 15-8 / 15-6
- Rasmus Andersen /  Michael Lamp –  Roman Spitko /  Michael Fuchs: 15-4 / 15-7
- Simon Archer /  Anthony Clark –  Joachim Tesche /  Thomas Tesche: 15-8 / 15-5
- Jean-Michel Lefort /  Svetoslav Stoyanov –  Rasmus Andersen /  Michael Lamp: 15-12 / 15-7
- Simon Archer /  Anthony Clark –  Jean-Michel Lefort /  Svetoslav Stoyanov: 15-5 / 15-7

## Damendoppel
- Rachel van Cutsen /  Paulien van Dooremalen –  Janet Köhler /  Ulrike Sanftleben: 15-8 / 15-11
- Britta Andersen /  Mie Schjøtt-Kristensen –  Elisa Chanteur /  Amélie Decelle: 17-15 / 15-5
- Elodie Eymard /  Weny Rasidi –  Sandra Marinello /  Claudia Vogelgsang: 15-1 / 15-8
- Birgit Overzier /  Michaela Peiffer –  Lina Alfredsson /  Lina Uhac: 17-14 / 0-15 / 15-4
- Neli Boteva /  Katja Michalowsky –  Jeanine Cicognini /  Corinne Jörg: 12-15 / 15-12 / 15-10
- Kamila Augustyn /  Nadieżda Zięba –  Carola Bott /  Karin Schnaase: 15-3 / 15-3
- Rachel van Cutsen /  Paulien van Dooremalen –  Astrid Hoffmann /  Gitte Köhler: 15-4 / 15-13
- Caren Hückstädt /  Carina Mette –  Valérie St. Jacques /  Tammy Sun: 15-7 / 15-4
- Britta Andersen /  Mie Schjøtt-Kristensen –  Ina Beck /  Claudia Ritter: 15-4 / 15-2
- Elodie Eymard /  Weny Rasidi –  Juliane Sondermann /  Jana Voigtmann: 15-7 / 13-15 / 15-4
- Birgit Overzier /  Michaela Peiffer –  Chor Hooi Yee /  Lim Pek Siah: 15-10 / 15-6
- Neli Boteva /  Katja Michalowsky –  Aline Decker /  Eva Schneider: 15-5 / 15-0
- Maja Kersnik /  Maja Tvrdy –  Johanna Goliszewski /  Mona Reich: 15-5 / 15-3
- Kamila Augustyn /  Nadieżda Zięba –  Rachel van Cutsen /  Paulien van Dooremalen: 15-8 / 15-5
- Britta Andersen /  Mie Schjøtt-Kristensen –  Caren Hückstädt /  Carina Mette: 15-8 / 15-12
- Birgit Overzier /  Michaela Peiffer –  Elodie Eymard /  Weny Rasidi: 15-13 / 17-15
- Neli Boteva /  Katja Michalowsky –  Maja Kersnik /  Maja Tvrdy: 17-16 / 15-8
- Kamila Augustyn /  Nadieżda Zięba –  Britta Andersen /  Mie Schjøtt-Kristensen: 15-8 / 15-11
- Neli Boteva /  Katja Michalowsky –  Birgit Overzier /  Michaela Peiffer: 12-15 / 15-5 / 15-11
- Kamila Augustyn /  Nadieżda Zięba –  Neli Boteva /  Katja Michalowsky: 15-10 / 15-3

## Mixed
- Fredrik Bergström /  Johanna Persson –  Alexander Piske /  Ulrike Sanftleben: 15-2 / 15-5
- Jean-Michel Lefort /  Weny Rasidi –  Dieter Domke /  Katja Michalowsky: 15-11 / 15-12
- Johannes Schöttler /  Gitte Köhler –  Jürgen Wouters /  Paulien van Dooremalen: 15-11 / 15-10
- Tim Dettmann /  Michaela Peiffer –  Sebastian Wittig /  Juliane Sondermann: 6-15 / 15-6 / 15-5
- Roman Spitko /  Carina Mette –  Heimo Götschl /  Claudia Mayer: 15-6 / 15-2
- Svetoslav Stoyanov /  Pi Hongyan –  Maurice Niesner /  Janet Köhler: 15-3 / 15-4
- Kristof Hopp /  Sandra Marinello –  Eugen Goidenko /  Jana Voigtmann: 15-7 / 15-2
- Thomas Quéré /  Elodie Eymard –  Guido Radecker /  Astrid Hoffmann: 15-4 / 15-3
- Jochen Cassel /  Birgit Overzier –  Michael Lahnsteiner /  Tina Riedl: 15-6 / 15-5
- Jordy Halapiry /  Brenda Beenhakker –  Toni Gerasch /  Monja Bölter: 15-9 / 15-12
- Rasmus Andersen /  Britta Andersen –  Philipp Lieber /  Claudia Ritter: 15-3 / 15-4
- Franklin Wahab /  Neli Boteva –  Gasper Plestenjak /  Maja Kersnik: 15-9 / 15-13
- Björn Siegemund /  Nicol Pitro –  Jon Lindholm /  Corinne Jörg: 15-11 / 15-5
- William Milroy /  Tammy Sun –  Jesper Larsen /  Anastasia Russkikh: w.o.
- Michael Fuchs /  Caren Hückstädt –  Adam Cwalina /  Małgorzata Kurdelska: w.o.
- Mike Beres /  Jody Patrick –  Wouter Claes /  Nathalie Descamps: w.o.
- Fredrik Bergström /  Johanna Persson –  Jean-Michel Lefort /  Weny Rasidi: 15-1 / 15-9
- Tim Dettmann /  Michaela Peiffer –  Johannes Schöttler /  Gitte Köhler: 15-9 / 11-15 / 15-9
- William Milroy /  Tammy Sun –  Roman Spitko /  Carina Mette: 17-16 / 15-8
- Svetoslav Stoyanov /  Pi Hongyan –  Kristof Hopp /  Sandra Marinello: 9-15 / 17-15 / 15-6
- Jochen Cassel /  Birgit Overzier –  Thomas Quéré /  Elodie Eymard: 15-10 / 15-7
- Michael Fuchs /  Caren Hückstädt –  Mike Beres /  Jody Patrick: 15-13 / 15-12
- Rasmus Andersen /  Britta Andersen –  Jordy Halapiry /  Brenda Beenhakker: 15-10 / 15-5
- Björn Siegemund /  Nicol Pitro –  Franklin Wahab /  Neli Boteva: 15-14 / 15-7
- Fredrik Bergström /  Johanna Persson –  Tim Dettmann /  Michaela Peiffer: 15-9 / 15-3
- Svetoslav Stoyanov /  Pi Hongyan –  William Milroy /  Tammy Sun: 15-6 / 15-10
- Jochen Cassel /  Birgit Overzier –  Michael Fuchs /  Caren Hückstädt: 15-11 / 15-2
- Rasmus Andersen /  Britta Andersen –  Björn Siegemund /  Nicol Pitro: 15-6 / 15-2
- Svetoslav Stoyanov /  Pi Hongyan –  Fredrik Bergström /  Johanna Persson: 14-13
- Rasmus Andersen /  Britta Andersen –  Jochen Cassel /  Birgit Overzier: 15-9 / 15-10
- Rasmus Andersen /  Britta Andersen –  Svetoslav Stoyanov /  Pi Hongyan: 15-2 / 15-12